# Hill of Skea
Der Hill of Skea ist ein 82 Meter hoher Berg, der im Osten von North Roe auf einem nördlichen Ausläufer der Insel Mainland auf den Shetlands liegt. In der Nähe, jeweils einen knappen Kilometer entfernt, liegen die Ortschaft Housetter im Westen sowie der See Loch of Housetter im Nordwesten.